# Motiv (hudba)
Motiv (z francouzského slova motif) v hudbě představuje krátký, ucelený a poměrně výrazný hudební úryvek, či myšlenku, dlouhý obvykle 1 - 2 takty.
Hlavní složkou motivu je melodie, to jest melodická linka a rytmus. Výjimečně je motiv tvořen jen hudebním fragmentem, nebo sledem not, majícím zvláštní význam, nebo který je charakteristický pro nějakou konkrétní skladbu. Lze tedy říci, že "motiv je nejmenší strukturální jednotka nesoucí tematickou hudební myšlenku".
Skladatelé někdy dělí delší motivy do drobnějších motivků, které se v dalším průběhu skladby mohou používat též samostatně.

## Definice některých muzikologů
Hugo Riemann definuje motiv jako „konkrétní obsah základní rytmické časové jednotky.“
Anton Webern definuje motiv jako „nejmenší samostatnou částečku v rámci hudební myšlenky“, kterou lze rozpoznat díky svému opakování.
Arnold Schönberg definuje motiv jako „jednotku obsahující jednu či více intervalových a rytmických prvků, jejichž přítomnost je neměnná v použití v průběhu skladby“.